# Húsavík (Island)
 For alternative betydninger, se Húsavík (Sandoy).
Húsavík er en lille by i Norðurþing Kommune på det nordlige Island ved Skjálfandi bugt.
Byens indkomstgrundlag består af turisme og fiskeri, foruden detailhandel og mindre industrier.
På grund af forekomsten af fremmede hvalarter, er stedet blevet et populært mål for turister, der rejser efter at se disse hvaler. Byen har et hvalmuseum, Húsavík Hvalmuseum,, der også er hjemsted for Icelandic Phallological Museum. Museet indeholder dele fra samtlige pattedyr, der lever på Island.
Byens kirke er bygget i 1907.
Byen er med i Netflix-filmen Eurovision Song Contest: The Story of Fire Saga.

## Venskabsbyer
- Karlskoga, Sverige
- Fredrikstad, Norge
- Riihimäki, Finland
- Aalborg, Danmark
- Qeqertarsuaq, Grønland
- Fuglafjørður, Færøerne
- Eastport, USA